# Composition des équipes au Championnat du monde féminin de handball 2015
Cet article détaille la composition des équipes ayant participé au Championnat du monde féminin de handball 2015. Chaque équipe est composée de 16 joueuses auxquels ont pu être ajoutés un ou deux joueuse(s) remplaçante(s). À noter toutefois que tous les joueuses listés ont été inscrits sur au moins une feuille de match.
Le nombre de sélection, le nombre de buts marqués et les clubs sont ceux avant la compétition (au 6 décembre 2015).

## Équipes

### Allemagne
Une liste de 19 joueuses a été annoncée le 11 novembre 2015 puis réduite à 18 le 25 novembre 2015.
Finalement, la liste des 16 joueuses ayant participé à la compétition est :

### Angola
Une liste de 18 joueuses a été annoncé le 5 novembre 2015
Finalement, la liste des 16 joueuses ayant participé à la compétition est

### Argentine
Une liste de 18 joueuses a été annoncé le 12 novembre 2015.
Finalement, la liste des 16 joueuses (les deux joueuses remplaçantes n'ayant pas été intégrées) ayant participé à la compétition est :
 : joueuse remplacée en cours de compétition.

### Brésil
Une liste de 16 joueuses pour participer au tournoi des quatre nations a été annoncée le 13 novembre 2015.
Finalement, la liste des 16 joueuses ayant participé à la compétition est : 

### Chine
la liste des 16 joueuses ayant participé à la compétition est :

### RD Congo
la liste des 16 joueuses ayant participé à la compétition est :
 : joueuse remplacée en cours de compétition.

### Corée du Sud
la liste des 16 joueuses ayant participé à la compétition est :

### Cuba
La liste des 16 joueuses ayant participé à la compétition est :

### Danemark
Une équipe de 19 joueuses a été annoncée le 9 novembre 2015. Le 21 novembre 2015, Simone Böhme a remplacé Anne Mette Pedersen en raison d'une blessure mineure, bien que Pedersen était probablement apte à jouer. L'équipe a été réduite à 17 joueuses le 25 novembre 2015 puis à 15 joueuses le 29 novembre, la 16e place étant laissée vacante en vue du retour de Pedersen qui a effectivement été réintégré le groupe le 5 décembre 2015. Le 7 décembre, Lotte Grigel a dû se retirer en raison d'une blessure grave et Anna Sophie Okkels a été annoncée comme sa remplaçante. Le 17 décembre, Mette Iversen Sahlholdt a remplacé Anna Sophie Okkels dans la liste des 16 joueurs en raison d'une blessure mineure à Sandra Toft.
Finalement, la liste des 16 joueuses et deux remplaçantes ayant participé à la compétition est :

### Espagne
Une liste de 18 de joueuses a été annoncée le 12 novembre 2015 puis l'équipe finale de 16 joueuses le 1er décembre 2015. Finalement, la liste des 16 joueuses ayant participé à la compétition est :

### France
Une liste de 20 joueuses a été annoncée le 13 novembre 2015. La liste définitive a été donnée le 3 décembre 2015, : Camille Ayglon, très incertaine après le tournoi Razel-Bec, est finalement retenue ainsi que Nina Kanto, appelée de dernière minute par le sélectionneur. En revanche, Julie Dazet (Besançon), Amanda Kolczynski (Besançon) et Barbara Moretto (Dijon) quittent le groupe.
Finalement, la liste des 16 joueuses et la remplaçante ayant participé à la compétition est :
 : joueuse remplacée en cours de compétition.

### Hongrie
Une équipe de 19 joueuses a été annoncée le 23 novembre 2015. La liste a été ramenée à 18 le 2 décembre 2015.
L'équipe finale a été annoncée le 5 décembre 2015 et ainsi, la liste des 16 joueuses et une remplaçante ayant participé à la compétition est :
 : joueuse remplacée en cours de compétition.

### Japon
Une liste de 18 joueuses a été annoncée le 26 novembre 2015. Finalement, la liste des 16 joueuses et deux remplaçantes ayant participé à la compétition est :
 : joueuse remplacée en cours de compétition.

### Kazakhstan
14 joueuses ont participé à la compétition

### Monténégro
Une liste de 17 joueuses a été annoncée le 16 novembre 2015.
Finalement, la liste des 16 joueuses ayant participé à la compétition est :

### Norvège
Une première liste a été annoncée le 8 novembre 2015. Le 16 décembre, Ida Alstad a remplacé Vilde Ingstad en raison d'une légère blessure au genou de Mari Molid. Finalement, l'équipe comprenait 16 handballeuses plus une réserve amenée pendant la compétition :
 : joueuse remplacée en cours de compétition.

### Pays-Bas
Une liste de 20 joueuses a été annoncée le 23 octobre 2015.
La liste finale a été donnée le 29 novembre 2015 et la liste des 16 joueuses et une remplaçante ayant participé à la compétition est :
 : joueuse remplacée en cours de compétition.

### Pologne
Une liste de 19 joueuses a été annoncé le 10 novembre 2015.
La liste finale a été dévoilée le 30 novembre 2015 et la liste des 16 joueuses et une remplçante ayant participé à la compétition est :
 : joueuse remplacée en cours de compétition.

### Porto Rico
15 joueuses ont participé à la compétition :

### Roumanie
Une liste de 17 joueuses a été annoncée le 13 novembre 2015. Finalement, la liste des 16 joueuses ayant participé à la compétition est :

### Russie
Une équipe de 20 joueuses a été annoncée le 12 novembre 2015. L'équipe a été réduite à 18 le 25 novembre 2015. Finalement, la liste des 16 joueuses ayant participé à la compétition est :
 : joueuse remplacée en cours de compétition.

### Serbie
Une liste de 17 joueuses a été annoncé le 19 novembre 2015.
Finalement, la liste des 16 joueuses et une remplaçante ayant participé à la compétition est :
 : joueuse remplacée en cours de compétition.

### Suède
Une liste de 18 joueuses a été annoncée le 3 novembre 2015. Le 24 novembre 2015, Edijana Dafe, enceinte, a renoncé à participer à la compétition et a été remplacée le 3 décembre par Marie Wall (en).
Finalement, la liste des 16 joueuses ayant participé à la compétition est :

### Tunisie
Une première liste de 18 joueuses ne comprenant pas les joueuses évoluant en Europe a été annoncé le 17 novembre 2015. Une seconde liste de 18 joueuses est donnée le 22 novembre 2015.
L'effectif final est annoncé le 4 décembre 2015 et la liste des 16 joueuses ayant participé à la compétition est :